# بنیتاگلا
بنیتاگلا (به اسپانیایی: Benitagla) دهستانی در استان آلمریای اسپانیا است.
در این دهستان ۶۵ نفر زندگی می‌کنند. مساحت این دهستان ۶٫۳۷ کیلومتر مربع است.